# スミス郡 (ミシシッピ州)
スミス郡（スミスぐん、Smith County）はアメリカ合衆国ミシシッピ州に位置する郡である。2015年現在、人口は約16,060人である。ここの郡庁所在地はローリーである。

## 地理
アメリカ合衆国統計局によると、この郡は総面積1,651 km2 (637 mi2) である。このうち1,647 km2 (636 mi2) が陸地で4 km2 (1 mi2) が水地域である。総面積の0.22%が水地域となっている。

## 人口動勢
2000年現在の国勢調査で、この郡は人口16,182人、6,046世帯、及び4,558家族が暮らしている。人口密度は10/km2 (25/mi2) である。4/km2 (11/mi2) の平均的な密度に7,005軒の住宅が建っている。この郡の人種的な構成は白人76.11%、アフリカン・アメリカン23.11%、先住民0.11%、アジア0.10%、太平洋諸島系0.04%、その他の人種0.19%、及び混血0.35%である。この人口の0.59%はヒスパニックまたはラテン系である。
この郡内の住民は27.50%が18歳未満の未成年、18歳以上24歳以下が8.70%、25歳以上44歳以下が27.30%、45歳以上64歳以下が22.60%、及び65歳以上が13.90%にわたっている。中央値年齢は36歳である。女性100人ごとに対して男性は95.50人である。18歳以上の女性100人ごとに対して男性は91.60人である。
この郡の世帯ごとの平均的な収入は30,840米ドルであり、家族ごとの平均的な収入は36,780米ドルである。男性は28,698米ドルに対して女性は20,154米ドルの平均的な収入がある。この郡の一人当たりの収入 (per capita income) は14,752米ドルである。人口の16.90%及び家族の12.90%は貧困線以下である。全人口のうち18歳未満の22.50%及び65歳以上の23.70%は貧困線以下の生活を送っている。

## 都市及び町
- Mize
- ポークビル (Polkville)
- ローリー (Raleigh)
- Sylvarena
- テーラーズビル (Taylorsville)